# 6520 Sugawa
6520 Sugawa è un asteroide della fascia principale. Scoperto nel 1991, presenta un'orbita caratterizzata da un semiasse maggiore pari a 2,3429491 UA e da un'eccentricità di 0,1968790, inclinata di 4,79200° rispetto all'eclittica.